# Tour de Rijke
Die Tour de Rijke ist ein niederländisches Straßenradrennen.
Das Rennen wurde 1989 zum ersten Mal unter dem Namen Omloop van Voorne-Putten ausgetragen. Ab 1996 lief es unter dem Namen Tour Beneden-Maas und seit 2004 trägt das Rennen seinen heutigen Namen. Austragungsort ist die Region rund um die Stadt Spijkenisse in der Provinz Südholland. Seit 2005 zählt das Eintagesrennen zur UCI Europe Tour und ist in die Kategorie 1.1 eingestuft. Rekordsieger sind die beiden Niederländer Stefan van Dijk und Jans Koerts, die das Rennen jeweils zweimal für sich entscheiden konnten.

## Sieger
| - seit 2012 nicht ausgetragen - 2011 Theo Bos - 2010 nicht ausgetragen - 2009 Kenny van Hummel - 2008 Steven de Jongh - 2007 Gert Steegmans - 2006 Graeme Brown - 2005 Stefan van Dijk - 2004 Jans Koerts | - 2003 Jans Koerts - 2002 Roger Hammond - 2001 Robert Hunter - 2000 Fulco van Gulik - 1999 Daniel van Elven - 1998 Marcel Duijn - 1997 Stefan van Dijk - 1996 Emiel van Dijk | - 1995 Perry Bothof - 1994 Tommy Post - 1993 Herman Woudenberg - 1992 Henny Beijer - 1991 Eric Cent - 1990 Rob Lenting - 1989 Tim Steijger |